# Chris Pronger
Chris Pronger, celým jménem Christopher Robert Pronger (* 10. říjen 1974, Dryden, Ontario, Kanada) je bývalý kanadský hokejista, naposledy hrál ve NHL Philadelphia Flyers na postu obránce.
Je členem Triple Gold Clubu, jenž sdružuje hráče, kteří vyhráli všechny tři hlavní hokejové turnaje (Stanley Cup, Olympijské hry a Mistrovství světa). U příležitosti 100. výročí NHL byl v lednu 2017 vybrán jako jeden ze sta nejlepších hráčů historie ligy. Jeho starší bratr Sean Pronger je rovněž hokejista.

## Hráčská kariéra
V roce 1993 jej v úvodním draftu NHL vybral dnes již neexistující klub Hartford Whalers v prvním kole, jako druhého v celkovém pořadí. Již v následující sezóně se dostal v dresu Hartfordu na led NHL a odehrál za tento klub celkem dvě sezóny. Od sezóny 1995/96 až 2003/04 hrál za tým St. Louis Blues. Před sezónou 2005/06 přestoupil do klubu Edmonton Oilers. Uzavřel smlouvu na pět let v hodnotě 6,25 milionu dolarů ročně. Stal se tak nejdražším hráčem svého mužstva a jedním z nejdražších hráčů NHL vůbec. Hraje s číslem 44. Před sezónou 2006/07 přestoupil do klubu Anaheim Ducks a s tímto klubem získal Stanley Cup. V sezóně 2007/08 se stal kapitánem mužstva. V roce 2011 dostal hokejkou do oka a za 2 roky ukončil kariéru. Smlouva mu ale nebyla ukončena a za další dva roky se stal oficiálním hráčem Arizony, i když za ni už asi nenastoupí.

## Ocenění a úspěchy
- 1992 CHL - All-Rookie Tým
- 1992 OHL - První All-Rookie Tým
- 1993 CHL - Nejlepší obránce
- 1993 CHL - První All-Star Tým
- 1993 OHL - První All-Star Tým
- 1993 OHL - Max Kaminsky Trophy
- 1994 NHL - All-Rookie Tým
- 1998 NHL - Trofej Plus/Minus
- 1998 NHL - Druhý All-Star Tým
- 1999 NHL - All-Star Game
- 1999 NHL - Nejvyšší průměr stráveném na ledě
- 2000 NHL - All-Star Game
- 2000 NHL - James Norris Memorial Trophy
- 2000 NHL - Trofej Plus/Minus
- 2000 NHL - První All-Star Tým
- 2000 NHL - Nejvyšší průměr stráveném na ledě
- 2000 NHL - Hart Memorial Trophy
- 2001 NHL - Nejlepší obránce v playoff v pobytu na ledě (+/-)
- 2002 NHL - All-Star Game
- 2002 NHL - Nejvyšší průměr stráveném na ledě
- 2004 NHL - All-Star Game
- 2004 NHL - Druhý All-Star Tým
- 2006 NHL - Nejlepší střelec v playoff mezi obránci
- 2006 NHL - Nejlepší nahrávač v playoff mezi obránci
- 2006 NHL - Nejproduktivnější obránce v playoff
- 2007 NHL - Nejlepší obránce v playoff v pobytu na ledě (+/-)
- 2007 NHL - Druhý All-Star Tým
- 2007 Triple Gold Club
- 2008 NHL - All-Star Game
- 2010 NHL - Nejproduktivnější obránce v playoff
- 2007 Hokejová síň slávy

## Prvenství
- Debut v NHL - 6. října 1993 (Montreal Canadiens proti Hartford Whalers)
- První asistence v NHL - 9. října 1993 (Hartford Whalers proti Philadelphia Flyers)
- První gól v NHL - 6. listopadu 1993 (New York Islanders proti Hartford Whalers, kanadskému brankáři Ron Hextall)

## Klubová statistika
| Sezóna       | Klub                | Soutěž       |       | Základní část | Základní část | Základní část | Základní část | Základní část |    | Play off | Play off | Play off | Play off | Play off |
| Sezóna       | Klub                | Soutěž       | Z     | G             | A             | B             | TM            | Z             | G  | A        | B        | TM       |          |          |
| 1990–91      | Stratford Cullitons | MWJHL        | 48    | 15            | 37            | 52            | 132           | —             | —  | —        | —        | —        |          |          |
| 1991–92      | Peterborough Petes  | OHL          | 63    | 17            | 45            | 62            | 90            | 10            | 1  | 8        | 9        | 28       |          |          |
| 1992–93      | Peterborough Petes  | OHL          | 61    | 15            | 62            | 77            | 108           | 21            | 15 | 25       | 40       | 51       |          |          |
| 1993–94      | Hartford Whalers    | NHL          | 81    | 5             | 25            | 30            | 113           | —             | —  | —        | —        | —        |          |          |
| 1994–95      | Hartford Whalers    | NHL          | 43    | 5             | 9             | 14            | 54            | —             | —  | —        | —        | —        |          |          |
| 1995–96      | St. Louis Blues     | NHL          | 78    | 7             | 18            | 25            | 110           | 13            | 1  | 5        | 6        | 16       |          |          |
| 1996–97      | St. Louis Blues     | NHL          | 79    | 11            | 24            | 35            | 143           | 6             | 1  | 1        | 2        | 22       |          |          |
| 1997–98      | St. Louis Blues     | NHL          | 81    | 9             | 27            | 36            | 180           | 10            | 1  | 9        | 10       | 26       |          |          |
| 1998–99      | St. Louis Blues     | NHL          | 67    | 13            | 33            | 46            | 113           | 13            | 1  | 4        | 5        | 28       |          |          |
| 1999–00      | St. Louis Blues     | NHL          | 79    | 14            | 48            | 62            | 92            | 7             | 3  | 4        | 7        | 32       |          |          |
| 2000–01      | St. Louis Blues     | NHL          | 51    | 8             | 39            | 47            | 75            | 15            | 1  | 7        | 8        | 32       |          |          |
| 2001–02      | St. Louis Blues     | NHL          | 78    | 7             | 40            | 47            | 120           | 9             | 1  | 7        | 8        | 24       |          |          |
| 2002–03      | St. Louis Blues     | NHL          | 5     | 1             | 3             | 4             | 10            | 7             | 1  | 3        | 4        | 14       |          |          |
| 2003–04      | St. Louis Blues     | NHL          | 80    | 14            | 40            | 54            | 88            | 5             | 0  | 1        | 1        | 16       |          |          |
| 2005–06      | Edmonton Oilers     | NHL          | 80    | 12            | 44            | 56            | 74            | 24            | 5  | 16       | 21       | 26       |          |          |
| 2006–07      | Anaheim Ducks       | NHL          | 66    | 13            | 46            | 59            | 69            | 19            | 3  | 12       | 15       | 26       |          |          |
| 2007–08      | Anaheim Ducks       | NHL          | 72    | 12            | 31            | 43            | 128           | 6             | 2  | 3        | 5        | 12       |          |          |
| 2008–09      | Anaheim Ducks       | NHL          | 82    | 11            | 37            | 48            | 88            | 13            | 2  | 8        | 10       | 12       |          |          |
| 2009–10      | Philadelphia Flyers | NHL          | 82    | 10            | 45            | 55            | 79            | 23            | 4  | 14       | 18       | 36       |          |          |
| 2010–11      | Philadelphia Flyers | NHL          | 50    | 4             | 21            | 25            | 44            | 3             | 0  | 1        | 1        | 4        |          |          |
| 2011–12      | Philadelphia Flyers | NHL          | 13    | 1             | 11            | 12            | 10            | —             | —  | —        | —        | —        |          |          |
| Celkem v NHL | Celkem v NHL        | Celkem v NHL | 1,167 | 157           | 541           | 698           | 1,590         | 173           | 26 | 95       | 121      | 326      |          |          |

## Reprezentace
| Rok                       | Tým                       | Soutěž                    | Z  | G | A  | B  | TM |
| ------------------------- | ------------------------- | ------------------------- | -- | - | -- | -- | -- |
| 1993                      | Kanada 20                 | MSJ                       | 7  | 1 | 3  | 4  | 6  |
| 1997                      | Kanada                    | MSJ                       | 9  | 0 | 2  | 2  | 4  |
| 1998                      | Kanada                    | OH                        | 6  | 0 | 0  | 0  | 4  |
| 2002                      | Kanada                    | OH                        | 6  | 0 | 1  | 1  | 2  |
| 2006                      | Kanada                    | OH                        | 6  | 1 | 2  | 3  | 16 |
| 2010                      | Kanada                    | OH                        | 7  | 0 | 5  | 5  | 2  |
| Juniorská kariéra celkově | Juniorská kariéra celkově | Juniorská kariéra celkově | 7  | 1 | 3  | 4  | 6  |
| Seniorská kariéra celkově | Seniorská kariéra celkově | Seniorská kariéra celkově | 34 | 1 | 10 | 11 | 36 |